# چرخ‌وفلک (موزیکال)
چرخ فلک (انگلیسی: Carousel) دومین نمایش موزیکال توسط تیم Richard Rodgers (موسیقی) و Oscar Hammerstein II (کتاب و شعر) است که اقتباس شده از نمایش نامه‌ی لیلیوم اثر فرنس مولنار میباشد.